# 雷州半岛
雷州半岛為中國三大半岛之一，其名由来说法颇多，主流观点有两种，一说因多雷暴而得名，另一说因擎雷山、擎雷水而得名。南北140公里長，東西70公里寬，面積7800餘平方公里。雷州半岛位于广东省西南部，东临南海，西滨北部湾，南隔30公里寬的琼州海峡与海南島相望。雷州半岛上的主要城市為湛江，對外有黎湛铁路、粤海铁路、洛湛铁路连接。

## 气候
雷州半岛属热带季风气候，具有冬暖、春早、夏长湿热、秋干凉爽、汛期多雨、四季雷鸣、光照充足、海陆风交替等特点。年平均气温22.7－23.4℃，极端最低气温98%以上的年份≥1.5℃，50%以上的年份>5℃。年平均日照1,930小時以上，攝氏10度以上的年积温8,180小時以上，年太阳总辐射4,563－4,939MJ/m2 。夏季常受热带气旋影响，除了受热带气旋影响时阵风达12级以上外，年平均风力陆地3.0－3.5 m/s，沿海、岛屿3.4－6.1m/s。同时雷州半岛又素以雷暴频繁著称，年平均雷暴日数80－112 天。

## 地形

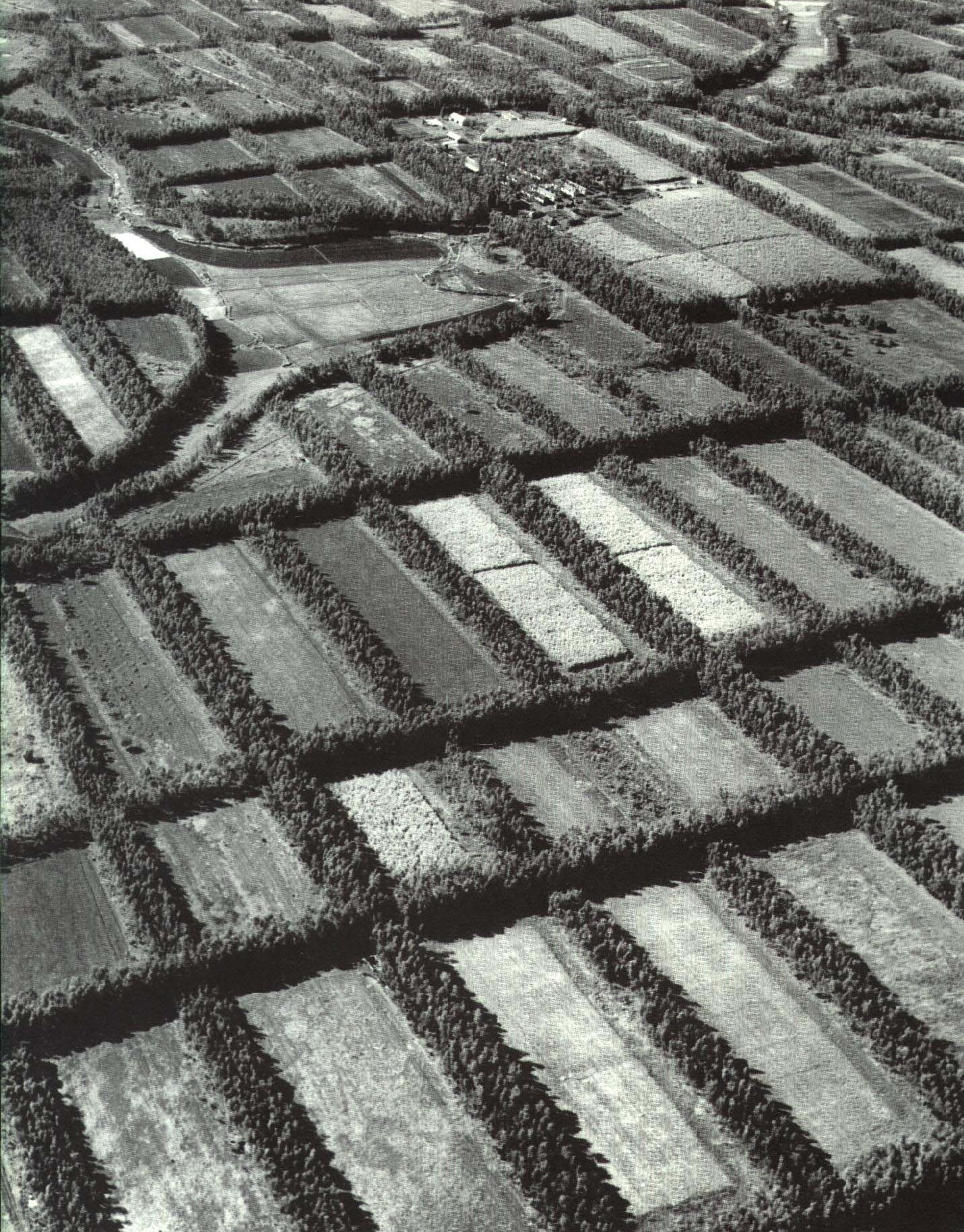
1965年 雷州半岛防护林网

因為喜马拉雅运动，形成规模巨大的构造盆地——琼雷凹陷，在此盆地的第四纪更新世沉积地层中间含有玄武岩，而後因火山继续活动，雷州半岛与海南岛上升为陆地，玄武岩又覆盖于第四纪地层之上，在中更新世末、上更新世初時，琼州海峡相对断裂下陷，致使雷州半岛与海南岛分离，形成目前的型態。 
雷州半岛属于华夏台背斜、雷州台凸的一部分。半岛地形单一，以台地为主，次为海积平原，地形起伏不大。半岛北部为和缓的坡塘地形，海拔25～50公尺，多湛江系滨海相。惟遂溪、城月、湖光岩一带为玄武岩台地，海拔45～55公尺，台地上有螺岗岭、交椅岭和湖光岩等7座火山丘。半岛南部玄武岩台地更平坦，分布有10座火山丘，一般海拔25～80米，高者达200米以上。沿海有海蚀和海积阶地。

## 城市
- 湛江市
- 雷州市
- 吴川市
- 廉江市
- 遂溪县
- 徐闻县